# مانفريد أوغالدي
مانفريد أوغالدي (بالإسبانية: Manfred Ugalde) هو لاعب كرة قدم كوستاريكي في مركز الهجوم، ولد في 25 مايو 2002 في Barva ‏ في كوستاريكا. لعب مع تفينتي أنشخيدة وديبورتيفو سابريسا ولوميل يونايتد.

## وصلات خارجية
- Manfred Ugalde على موقع الاتحاد الأوربي (الإنجليزية)
- Manfred Ugalde على موقع قاعدة بيانات كرة القدم.إي يو (الإنجليزية)
- Manfred Ugalde على موقع ليكيب (الفرنسية)
- Manfred Ugalde على موقع ناشيونال فوتبول تيمز (الإنجليزية)
- Manfred Ugalde على موقع Soccerbase.com (لاعب) (الإنجليزية)
- Manfred Ugalde على موقع Soccerway.com (الإنجليزية)
- Manfred Ugalde على موقع عالم كرة القدم.نت (الإنجليزية)